# Brioche-ananas

Une brioche-ananas est une pâtisserie de type brioche principalement populaire dans le sud de l'Asie, comme à Hong Kong, Macao, et Canton.

## Composition

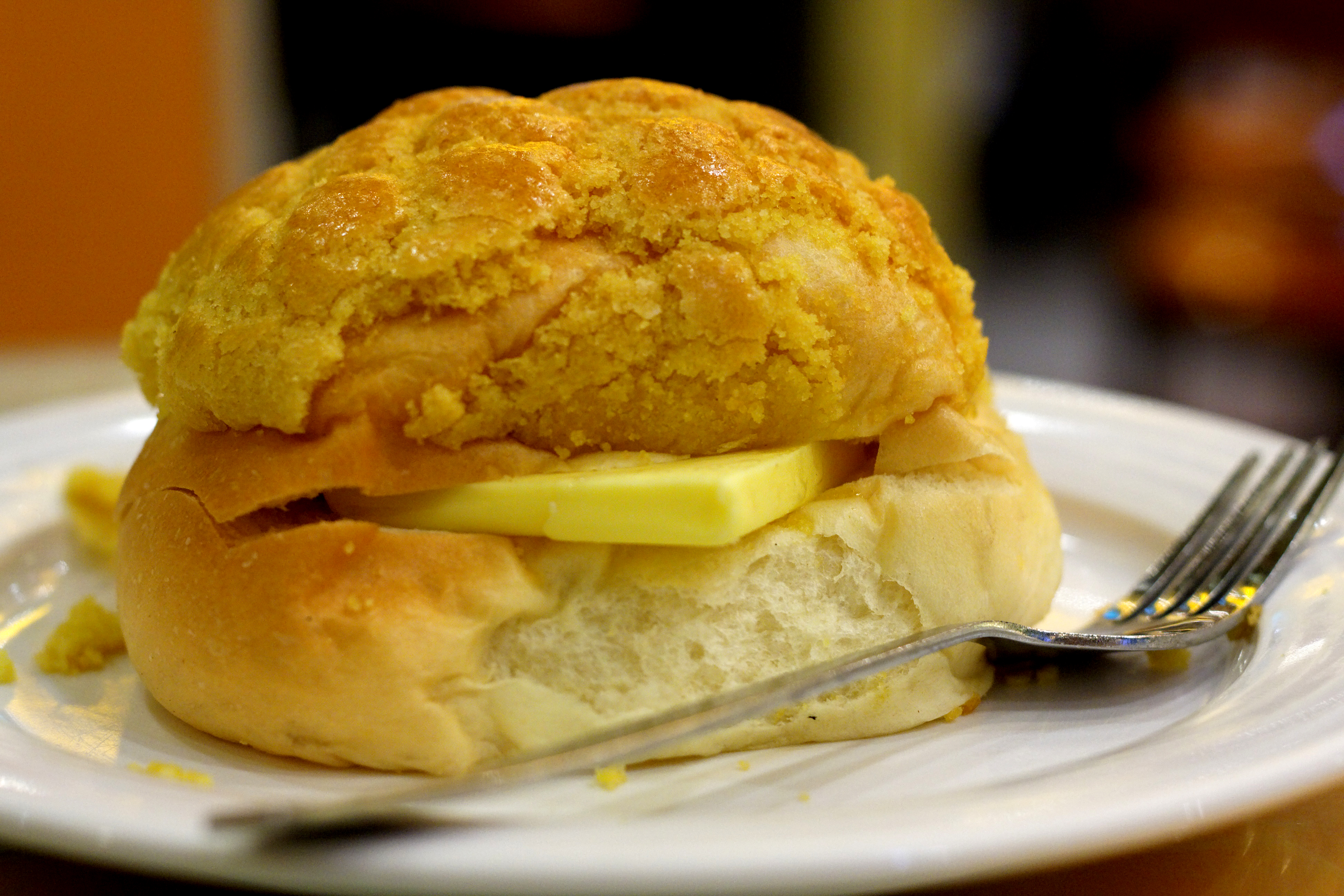
Une brioche ananas avec à l’intérieur du beurre

Malgré son nom, la brioche-ananas traditionnelle n'en contient pas. Elle est nommée ainsi parce que le damier sur le dessus est façonné afin de ressembler à un ananas. Sa composition et sa texture sont très similaires à celles du melon pan japonais.
À Hong Kong, on peut en trouver dans les cha chaan tengs.